# Kathedrale von Jangchung

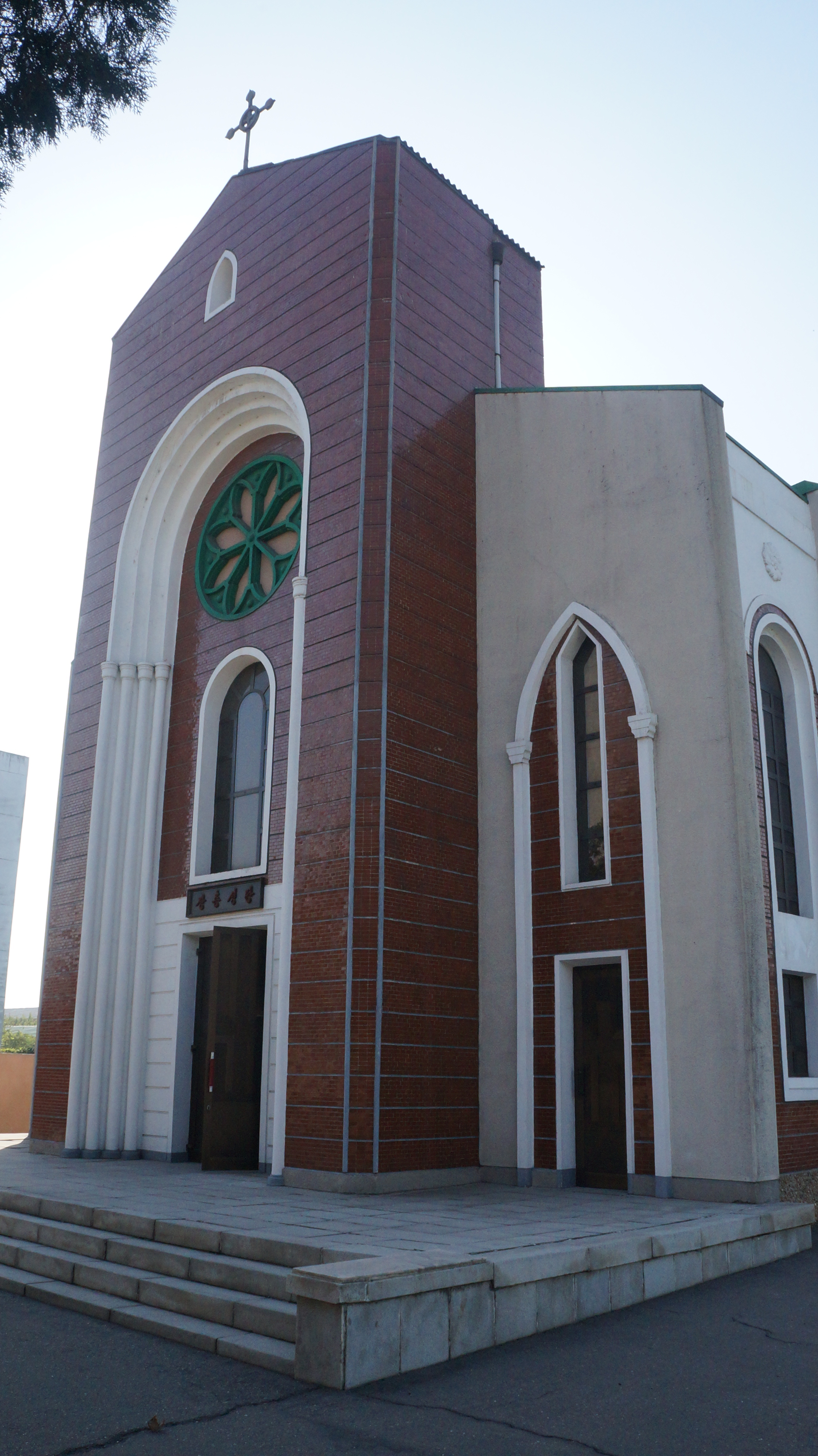
Fassade der Kathedrale

Die Kirche Jangchung ist eines von vier Kirchengebäuden in Nordkorea. Es wird von staatlicher Seite als katholisch bezeichnet und liegt im Ortsteil Jangchung des Bezirks Sŏngyo der nordkoreanischen Hauptstadt Pjöngjang. Andere katholische Kirchen gibt es in ganz Nordkorea nicht mehr.
Das Gebäude wurde 1988 fertiggestellt. Es bedeckt eine Fläche von 2.000 Quadratmetern und hat 200 Sitzplätze.
Vor der Teilung Koreas war Pjöngjang die Stadt mit der höchsten Anzahl an Christen in Korea. Pjöngjang war als das „koreanische Jerusalem“ bekannt.
Nach staatlichen Angaben gibt es in Nordkorea 3.000 Katholiken. Nach Angaben des südkoreanischen Priesters Lee Eun-hyung aus dem Jahre 2013 lebt zurzeit kein einziger katholischer Priester in Nordkorea; der Kirche steht ein Laie vor. Bei einem Besuch des deutschen Politikers Hartmut Koschyk trat ein nordkoreanischer „Pater Francisco“ auf, der in seiner Ansprache zu einem „heiligen Krieg der Wiedervereinigung“ gegen Südkorea aufrief. Es ist fraglich, ob er tatsächlich Priester ist. Ob tatsächlich religiöses Leben in der Kirche stattfindet oder ob es nur der Propaganda für ausländische Besucher dient, ist fraglich.